# Річард II
Річард II (англ. Richard II; 6 січня 1367 — 14 лютого 1400) — король Англії між 1377 та 1399 роками, останній з династії Плантагенетів, онук короля Едуарда III, син Едуарда Чорного Принца.

## Життєпис
Річард народився у Бордо — його батько воював у Франції у Столітній війні. Коли Чорний Принц помер 1376 року, ще за життя Едуарда III, малолітній Річард отримав титул Принца Уельського, а ще через рік успадкував трон свого діда.
1381 року почалось Селянське повстання, і Річард у 14-літньому віці взяв участь у переговорах з повстанцями.
У 1399 році Річард оголосив про конфіскацію спадщини свого дядька, ланкастерського герцога Джона Гентського, у його сина Генріха Болінгброка, за рік до того відправленого у вигнання за виступ проти короля. У травні 1399, скориставшись відплиттям Річарда до Ірландії для приборкання непокірних феодалів, Генріх Болінгброк, двоюрідний брат Річарда, повернувся до Англії і скинув його, ставши королем Генріхом IV (1399—1413). Річарда змусили відмовитися від корони, а парламент підтвердив його скинення і визнав монархом Генріха IV — як за правом завоювання, так і для «реформування королівства».
Колишній король опинився у темниці в замку Понтефракт, де помер приблизно 14 лютого 1400 року за нез'ясованих обставин. За одними даними його заморили голодом. Річарда поховали в замку Ленглі. Тільки після смерті Генріха IV в 1413 році новий король, Генріх V, велів перенести його останки до Вестмінстерського абатства.
Його повалення поклало край правлінню династії Плантагенетів.